# 스페인의 광역자치주

스페인의 광역자치주

스페인의 광역자치주(스페인어: Comunidad autónoma 코무니다드 아우토노마[*], 줄여서 'CA')는 스페인의 최상위 행정 구역 단위이다. 스페인을 구성하는 각 구성국과 지역에 대해 주의회를 통한 자치입법권과 자치행정권을 부여하는 단위에 해당되며, 1978년 스페인 헌법 제정 당시 처음으로 도입되었다. 각 광역자치주에는 스페인의 50개 도가 속해 있다.
스페인은 연방제 국가는 아니지만 지방자치분권화가 이뤄진 단일 국가다. 스페인 중앙정부가 나라 전체를 대변하여 통치권을 행사하면서도, 각 지방자치단체에 어느 정도의 권력이양을 실시하여, 헌법 규정과 자치권한을 넘어서지 않는 한에서 자치정부를 꾸려나갈 수 있는 권리를 부여하고 있다. 그 양상은 지방자치단체마다 상이하며, 특히 지역주의가 강세인 곳일수록 더 많은 지차권을 부여받는 경우가 많아, 비대칭적 권력이양으로도 불리고 있다. 정치학자들 중에서는 이름만 달리할 뿐 결과물은 연방제나 다름없는 스페인의 체제를 '연방제 아닌 연방제'라 소개하기도 한다.
스페인에는 광역자치주가 17개, 광역자치시가 2개 있으며 이들 전부를 '아우토노미아스'(스페인어: autonomías →자치 단체)라고 부른다. 이 중에서 세우타, 멜리야라는 광역자치시 두 곳을 따로 구분하는 이유는 본래 광역자치주 지위에 오를 권리를 부여받았음에도 실제로 행사하지 않고 남아있기 때문이다. 이런 독특한 행정구역 체계를 '에스타도 데 라스 아우토노미아스'(스페인어: Estado de las Autonomías →자치 정부)이라고 부른다.

## 광역자치주
| 광역자치주(Comunidad autónomas)                                              | 광역자치주‎도                                | 도(provincia)                                        | 도청 소재지                                                           |
| ---------------------------------------------------------------------------- | ------------------------------------------- | ---------------------------------------------------- | --------------------------------------------------------------------- |
| 안달루시아주 Andalucía                                                       | 세비야 Sevilla                              | 알메리아도 Almería                                   | 알메리아                                                              |
| 안달루시아주 Andalucía                                                       | 세비야 Sevilla                              | 카디스도 Cádiz                                       | 카디스                                                                |
| 안달루시아주 Andalucía                                                       | 세비야 Sevilla                              | 코르도바도 Córdoba                                   | 코르도바                                                              |
| 안달루시아주 Andalucía                                                       | 세비야 Sevilla                              | 그라나다도 Granada                                   | 그라나다                                                              |
| 안달루시아주 Andalucía                                                       | 세비야 Sevilla                              | 우엘바도 Huelva                                      | 우엘바                                                                |
| 안달루시아주 Andalucía                                                       | 세비야 Sevilla                              | 하엔도 Jaén                                          | 하엔                                                                  |
| 안달루시아주 Andalucía                                                       | 세비야 Sevilla                              | 말라가도 Málaga                                      | 말라가                                                                |
| 안달루시아주 Andalucía                                                       | 세비야 Sevilla                              | 세비야도 Seville                                     | 세비야                                                                |
| 아라곤주 Aragón                                                              | 사라고사 Zaragoza                           | 우에스카도 Huesca                                    | 우에스카                                                              |
| 아라곤주 Aragón                                                              | 사라고사 Zaragoza                           | 테루엘도 Teruel                                      | 테루엘                                                                |
| 아라곤주 Aragón                                                              | 사라고사 Zaragoza                           | 사라고사도 Zaragoza                                  | 사라고사                                                              |
| 아스투리아스주 에. Principado de Asturias 아. Principáu d'Asturies           | 오비에도 에. Oviedo 아. Uviéu               | 아스투리아스도 에. Asturias 아. Asturies             | 오비에도 에. Oviedo 아. Uviéu                                         |
| 발레아레스 제도 카. Illes Balears 에. Islas Baleares                         | 팔마데마요르카 Palma de Mallorca            | 발레아레스 제도 카. Illes Balears 에. Islas Baleares | 팔마데마요르카 Palma de Mallorca                                      |
| 바스크주 바. Euskal Autonomi Erkidegoa 에. Comunidad Autónoma del País Vasco | 비토리아 바. Gasteiz 에. Vitoria            | 알라바도 바. Araba, 에. Álava                        | 비토리아 바. Gasteiz, 에. Vitoria                                     |
| 바스크주 바. Euskal Autonomi Erkidegoa 에. Comunidad Autónoma del País Vasco | 비토리아 바. Gasteiz 에. Vitoria            | 기푸스코아도 바. Gipuzkoa, 에. Guipúzcoa             | 산세바스티안 바. Donostia, 에. San Sebastián                          |
| 바스크주 바. Euskal Autonomi Erkidegoa 에. Comunidad Autónoma del País Vasco | 비토리아 바. Gasteiz 에. Vitoria            | 비스카야도 바. Bizkaia, 에. Vizcaya                  | 빌바오 바. Bilbo, 에. Bilbao                                          |
| 카나리아 제도 Islas Canarias                                                 | 산타크루스데테네리페/ 라스팔마스            | 산타크루스데테네리페도 Santa Cruz de Tenerife        | 산타크루스데테네리페                                                  |
| 카나리아 제도 Islas Canarias                                                 | 산타크루스데테네리페/ 라스팔마스            | 라스팔마스도 Las Palmas                              | 라스팔마스                                                            |
| 칸타브리아주 Cantabria                                                       | 산탄데르 Santander                          | 칸타브리아도 Cantabria                               | 산탄데르 Santander                                                    |
| 카스티야라만차주 Castilla-La Mancha                                          | 톨레도 Toledo                               | 알바세테도 Albacete                                  | 알바세테                                                              |
| 카스티야라만차주 Castilla-La Mancha                                          | 톨레도 Toledo                               | 시우다드레알도 Ciudad Real                           | 시우다드레알                                                          |
| 카스티야라만차주 Castilla-La Mancha                                          | 톨레도 Toledo                               | 쿠엥카도 Cuenca                                      | 쿠엥카                                                                |
| 카스티야라만차주 Castilla-La Mancha                                          | 톨레도 Toledo                               | 과달라하라도 Guadalajara                             | 과달라하라                                                            |
| 카스티야라만차주 Castilla-La Mancha                                          | 톨레도 Toledo                               | 톨레도도 Toledo                                      | 톨레도                                                                |
| 카스티야이레온주 Castilla y León                                             | 바야돌리드 Valladolid                       | 아빌라도 Ávila                                       | 아빌라                                                                |
| 카스티야이레온주 Castilla y León                                             | 바야돌리드 Valladolid                       | 부르고스도 Burgos                                    | 부르고스                                                              |
| 카스티야이레온주 Castilla y León                                             | 바야돌리드 Valladolid                       | 레온도 León                                          | 레온                                                                  |
| 카스티야이레온주 Castilla y León                                             | 바야돌리드 Valladolid                       | 팔렌시아도 Palencia                                  | 팔렌시아                                                              |
| 카스티야이레온주 Castilla y León                                             | 바야돌리드 Valladolid                       | 살라망카도 Salamanca                                 | 살라망카                                                              |
| 카스티야이레온주 Castilla y León                                             | 바야돌리드 Valladolid                       | 세고비아도 Segovia                                   | 세고비아                                                              |
| 카스티야이레온주 Castilla y León                                             | 바야돌리드 Valladolid                       | 소리아도 Soria                                       | 소리아                                                                |
| 카스티야이레온주 Castilla y León                                             | 바야돌리드 Valladolid                       | 바야돌리드도 Valladolid                              | 바야돌리드                                                            |
| 카스티야이레온주 Castilla y León                                             | 바야돌리드 Valladolid                       | 사모라도 Zamora                                      | 사모라                                                                |
| 카탈루냐주 카. Catalunya 에. Cataluña                                        | 바르셀로나 Barcelona                        | 바르셀로나도 Barcelona                               | 바르셀로나                                                            |
| 카탈루냐주 카. Catalunya 에. Cataluña                                        | 바르셀로나 Barcelona                        | 지로나도 카. Girona, 에. Gerona                      | 지로나                                                                |
| 카탈루냐주 카. Catalunya 에. Cataluña                                        | 바르셀로나 Barcelona                        | 례이다도 카. Lleida, 에. Lérida                      | 례이다                                                                |
| 카탈루냐주 카. Catalunya 에. Cataluña                                        | 바르셀로나 Barcelona                        | 타라고나도 Tarragona                                 | 타라고나                                                              |
| 엑스트레마두라주 Extremadura                                                 | 메리다 Mérida                               | 바다호스도 Badajoz                                   | 바다호스                                                              |
| 엑스트레마두라주 Extremadura                                                 | 메리다 Mérida                               | 카세레스도 Cáceres                                   | 카세레스                                                              |
| 갈리시아주 에. Galicia 갈. Galiza 또는 Galicia                               | 산티아고데콤포스텔라 Santiago de Compostela | 라코루냐도 갈. A Coruña, 에. La Coruña               | 라코루냐                                                              |
| 갈리시아주 에. Galicia 갈. Galiza 또는 Galicia                               | 산티아고데콤포스텔라 Santiago de Compostela | 루고도 Lugo                                          | 루고                                                                  |
| 갈리시아주 에. Galicia 갈. Galiza 또는 Galicia                               | 산티아고데콤포스텔라 Santiago de Compostela | 오렌세도 갈. Ourense, 에. Orense                     | 오렌세                                                                |
| 갈리시아주 에. Galicia 갈. Galiza 또는 Galicia                               | 산티아고데콤포스텔라 Santiago de Compostela | 폰테베드라도 Pontevedra                              | 폰테베드라                                                            |
| 라리오하주 La Rioja                                                          | 로그로뇨 Logroño                            | 라리오하도 La Rioja                                  | 로그로뇨                                                              |
| 마드리드주 Madrid                                                            | 마드리드 Madrid                             | 마드리드도 Madrid                                    | 마드리드                                                              |
| 무르시아주 Región de Murcia                                                  | 무르시아 Murcia                             | 무르시아도 Murcia                                    | 무르시아                                                              |
| 나바라주 에. Comunidad Foral de Navarra 바. Nafarroako Foru Komunitatea      | 팜플로나 에. Pamplona 바. Iruña             | 나바라도 에. Navarra 바. Nafarroa                    | 팜플로나 에. Pamplona 바. Iruña                                       |
| 발렌시아주 발. Comunitat Valenciana 에. Comunidad Valenciana                 | 발렌시아 발. València 에. Valencia          | 알리칸테도 발. Alacant, 에. Alicante                 | 알리칸테                                                              |
| 발렌시아주 발. Comunitat Valenciana 에. Comunidad Valenciana                 | 발렌시아 발. València 에. Valencia          | 카스테욘도 발. Castelló 에. Castellón                | 카스테욘데라플라나 발. Castelló de la Plana 에. Castellón de la Plana |
| 발렌시아주 발. Comunitat Valenciana 에. Comunidad Valenciana                 | 발렌시아 발. València 에. Valencia          | 발렌시아도 발. València, 에. Valencia                | 발렌시아                                                              |

## 같이 보기
- 스페인의 도